# Iñigo Alberdi Amasorrain
Iñigo Alberdi Amasorrain (Placencia de las Armas, Guipúzcoa, 1973) es un músico, pianista, gestor y pedagogo musical vasco, que ha sido el director general de la Orquesta Sinfónica de Euskadi entre los años 2006 y 2014.
Licenciado en Derecho por la Universidad del País Vasco (UPV) y MBA por la Universidad de Mondragón, tiene además titulación superior en Pedagogía musical por el Conservatorio Superior de Música de San Sebastián, y es profesor superior de clavecín. Su trayectoria profesional ha combinado estas dos vertientes. Por un lado ha sido concejal de Cultura del Ayuntamiento de Vergara entre 1999 y 2003 por la lista de PNV-EA y presidente de la junta local del PNV, fue también director de los actos organizados por la Quincena Musical en 2001 en Aránzazu. También ha trabajado de gestor comercial en una entidad bancaria desde el 2000. En cuanto a la vertiente musical, ha ejercido de profesor en la ikastola Mariaren Lagundia de Vergara, y ha formado parte de la organización del Certamen Internacional de Órgano Azcoitia-Vergara-Azpeitia. También ha sido asesor de la sección de música de la editorial Ibaizabal, socio del departamento de música e Historia de Eusko Ikaskuntza y pianista de varios coros y formaciones musicales. En marzo del 2006 fue nombrado director de la Orquesta Sinfónica de Euskadi, en sustitución de Germán Ormazabal que ocupó el cargo los diez años anteriores. Alberdi ocupó este cargo hasta el 2014. Ha sido vicepresidente de la Asociación Española de Orquestas Sinfónicas (AEOS) y miembro fundador de la Red de Organizadores de Conciertos Educativos. Ha sido también miembro del Patronato de Musikene (Centro Superior de Música del País Vasco) entre 2006 y 2014, y profesor colaborador en ese centro y la Universidad de Navarra. Posteriormente, ha compaginado la gerencia de la Sociedad Coral de Bilbao desde 2016 con la crítica musical en diferentes medios, como Egunkaria, Berria, Radio Euskadi y Euskadi Irratia, y la dirección artística de la Semana de Música Antigua de Estella, de la que se responsabiliza a partir del 2017.